# Girolamo Doria
Pour les articles homonymes, voir Famille Doria.
Girolamo Doria (né à Gênes, dans la république de Gênes, en 1495 et mort à Gênes le 25 mars 1558) est un cardinal italien du XVIe siècle.
Les autres cardinaux de la famille Doria sont Giovanni Doria (1604), Sinibaldo Doria (1731), Giorgio Doria (1743), Giuseppe Maria Doria Pamphilj (1785), Antonio Maria Doria Pamphilj (1785) et Giorgio Doria Pamphilj (1816).

## Repères biographiques
Girolamo Doria naît à Gênes en 1495, du marquis Agostino Doria et de sa femme, née Pellegrina Doria, une cousine. Il épouse Luisa Spinola, fille du doge Battista Spinola et de Tommasina Lomellini, dont il aura un fils et quatre filles. À sa mort, il entre dans l'état ecclésiastique et devient clerc de Gênes, remplissant notamment des fonctions diplomatiques pour le compte de la république de Gênes auprès du pape Jules II.
Clément VII le crée cardinal lors du consistoire du janvier 1529. Le cardinal Doria devient administrateur apostolique d'Elne de 1530 à 1532, administrateur de Huesca et Jaca en 1532-1533, nommé administrateur de l'archidiocèse Tarragona en 1533, administrateur de Noli de 1534 à 1539 et administrateur de Nebbio en 1536-1538.
Le cardinal Doria participe au conclave de 1534, lors duquel Paul III est élu pape, à celui de 1549-1550 (élection de Jules III) et aux deux conclaves de 1555 (élection de Marcel II et de Paul IV).
Il meurt le 25 mars 1558 dans sa ville natale, où il est inhumé dans la tombe de famille de l'église Santa Maria della Cella, à Sampierdarena.
Des éloges de Paolo Foglietta et Jacopo Bonfadio lui ont rendu hommage.
La Galerie Doria Pamphilj conserve son portrait par Lucia Torelli.